# William Alexander Levy
William Alexander Levy (* 1909; † 2. Juni 1997) war ein US-amerikanischer Architekt.

## Leben
William Alexander Levy studierte an der New York University und war von Frank Lloyd Wright beeinflusst. Sein bekanntestes Bauwerk ist das Hangover House, das er 1937 in Laguna Beach (Kalifornien) am Ceanothus Drive (Hausnummer 31172) für Richard Halliburton, Paul Mooney und sich selbst plante. Nachdem Halliburton und Mooney 1939 auf See verschollen waren, ging das Anwesen 1941 oder 1942 für 9000 Dollar in den Besitz von Wallace und Zolite Scott über. Die Familie Scott bewahrte das Haus nahezu unverändert. Nach dem Tod der letzten Familienangehörigen Zolita Scott im Jahr 2009 wurde es zu einem Preis von 5 Millionen Dollar angeboten. Levys Bauwerk gilt als eines der bedeutendsten Werke moderner Architektur im Orange County. Die Aufnahme in das National Register of Historic Places und ins California Register of Historic Resources wird von der South Laguna Civic Association vorangetrieben.
William Alexander Levy lebte in Los Angeles.